# Jean-Noël Kapferer
Jean-Noël Kapferer es un profesor francés de marketing reconocido como especialista en comunicación.
Su trabajo sobre la psicosociología de los rumores le dio a conocer. Siguiendo en particular a Alfred Sauvy y a los autores americanos, estudia las características de la aparición de los grandes rumores y leyendas urbanas y la forma en que se difunden.

## Biografía
Jean-Noël Kapferer se graduó en HEC Paris en 1970, obtuvo una maestría en Ciencias Económicas en 1972 en la Universidad de París 1 Panthéon-Sorbonne y tiene un doctorado en la Kellogg School of Management obtenido en 1975. Se desempeñó como presidente de la Fundación para el Estudio e Información de los Rumores. Ha sido profesor en HEC desde 1970, donde ha sido, desde 2004, profesor emérito de marketing en HEC y organiza numerosos seminarios internacionales. También ocupa varias cátedras de enseñanza en Asia y es miembro de la Asociación Estadounidense de Marketing, la Asociación Estadounidense de Psicología y la Asociación para la Investigación del Consumidor.

## Libros
- (con Jean-Claude Thoenig), La marque, McGraw-Hill, 1979.
- (con Bernard Dubois), Échec à la science : La survivance des mythes chez les Français, nouvelles éditions rationalistes, 1981.
- Rumeurs, le plus vieux média du monde, Paris, Seuil, 1987, 356 p. (ISBN 2-02-024743-7).
- Les marques, capital de l'entreprise, Paris, Éditions d'organisation, 1991, 368 p. (ISBN 2-7081-1296-1).
- (con Gilles Laurent), La sensibilité aux marques : marchés sans marques, marchés à marques, Paris, Éditions d'organisation, 1992, 224 p. (ISBN 2-7081-1519-7).
- Les chemins de la persuasion : [le mode d'influence des médias et de la publicité sur les comportements], Paris, Dunod, 1993, 346 p. (ISBN 2-04-019722-2).
- Ce qui va changer les marques, Paris, Eyrolles, 2005, 535 p. (ISBN 2-7081-3354-3).
- Les marques, capital de l'entreprise : créer et développer des marques fortes, Paris, Eyrolles, 2007, 4e éd., 813 p. (ISBN 978-2-212-53908-0).
- (con Vincent Bastien), Luxe Oblige, Paris, Eyrolles, 2008, 383 p. (ISBN 978-2-212-54201-1 et 2-212-54201-1).
- The New Strategic Brand Management. Advanced Insights and Strategic Thinking, Kogan Page, 2012, 5e éd..
- Ré-inventer les marques. La fin des marques telles que nous les connaissions…, Paris, Eyrolles, 2013, 240 p. (ISBN 978-2-212-55544-8 et 2-212-55544-X).
- Luxe. Nouveaux challenges, nouveaux challengers, Paris, Eyrolles, 2016.